# 이 영화는 아직 등급이 없다
이 영화는 아직 등급이 없다(This Film Is Not Yet Rated)는 미국에서 제작된 커비 딕 감독의 2006년 다큐멘터리 영화이다. 킴벌리 피어스 등이 주연으로 출연하였고 에디 슈미트 등이 제작에 참여하였다.

## 출연

### 주연
- 킴벌리 피어스
- 존 루이스

### 조연
- 데이빗 앤슨
- 마틴 가버스
- 웨인 크라머
- 폴 더가러브디언
- 케빈 스미스
- 존 워터스
- 맷 스톤
- 리처드 헤프너
- 빙햄 레이
- 커비 딕
- 벡키 엘트링어
- 체릴 하웰
- 린지 하웰
- 스티븐 파버
- 마리아 벨로
- 마크 어먼
- 앨리슨 앤더스
- 메리 해론
- 제이미 배빗
- 조안 그레이브스
- 대런 아로노프스키
- 데이빗 L. 롭
- 로렌스 레시그
- 아톰 에고이안
- 레이첼 브랑차드
- 에디 슈미트
- 커스틴 존슨
- 윌 H. 헤이스
- 잭 발렌티
- 톰 브로코우
- 월터 크롱카이트
- 앤 커리
- 댄 래더

## 제작진
- 제작책임: 제시카 울프슨
- 협력프로듀서: 메건 파른